# Ormosia henryi
Ormosia henryi är en ärtväxtart som beskrevs av David Prain. Ormosia henryi ingår i släktet Ormosia och familjen ärtväxter. Inga underarter finns listade i Catalogue of Life.